# Зек Перчес
Зек Перчес  (англ. Zac Purchase, 2 травня 1986) — британський веслувальник, олімпійський чемпіон та медаліст.

## Виступи на Олімпіадах
| Олімпіада   | Дисципліна         | Місце |
| ----------- | ------------------ | ----- |
| Пекін 2008  | легка двійка парна | 1     |
| Лондон 2012 | легка двійка парна | 2     |